# باشگاه فوتبال سانتوس (جامائیکا)
باشگاه فوتبال سانتوس یک باشگاه فوتبال حرفه‌ای جامائیکایی است که در لیگ دسته سوم جامائیکا رقابت می‌کند. این تیم در کینگستون، جامائیکا قرار دارد.

## تاریخچه
نام و نماد این تیم که در ۱۶ آوریل ۱۹۶۴  توسط مربی سابق تیم ملی جامائیکا، وینستون چونگ فاه، تأسیس شد، ادای احترامی به تیم سابق پله، سانتوس برزیل است. همچنین رنگ تیم به افتخار تیم ملی برزیل است.
این تیم ۵ بار قهرمان لیگ برتر جامائیکا شده است.